# Bembidion lacunarium
Bembidion lacunarium är en skalbaggsart som beskrevs av Zimmermann. Bembidion lacunarium ingår i släktet Bembidion och familjen jordlöpare. Inga underarter finns listade i Catalogue of Life.